# Клоун (фильм, 2011)
«Клоун» (порт. O Palhaço) — кинофильм режиссёра Селтона Мелу, вышедший на экраны в 2011 году. Лента выдвигалась от Бразилии на премию «Оскар» за лучший фильм на иностранном языке, однако не была номинирована. Картина получила 12 премий Бразильской киноакадемии, в том числе за лучший фильм, режиссуру и мужскую роль.

## Сюжет
Бродячий цирк «Эсперанса» колесит по дорогам Бразилии и периодически раскидывает свой шатёр на окраине небольших городков. Дела у артистов идут неважно, удаётся лишь кое-как сводить концы с концами, чему отнюдь не способствуют регулярные экстренные траты то на ремонт грузовика, то на взятку чиновнику. Руководит цирком пожилой клоун Вальдемар, не знающий другой работы. А вот его сын Бенжамим пребывает в глубоких сомнениях. Он устал от бродячей жизни и подумывает о том, чтобы бросить всё и начать жить, как обычный человек…

## В ролях
- Селтон Мелу — Бенжамим
- Паулу Жозе — Вальдемар
- Лариса Мануэла — Гильермина
- Гизелле Мотта — Лола
- Тэуда Бара — дона Заира
- Аламо Фасо — Жуан Лорота
- Каду Фаверу — Тони Ло Бьянко
- Эром Кордейру — Робсон Феликс
- Хоссен Минусси — Чико Лорота